# Sutera subnuda
Sutera subnuda är en flenörtsväxtart som först beskrevs av Nicholas Edward Brown, och fick sitt nu gällande namn av William Philip Hiern. Sutera subnuda ingår i släktet snöflingor, och familjen flenörtsväxter. Inga underarter finns listade i Catalogue of Life.